# Cano (Sousel)
Cano es una freguesia portuguesa del concelho de Sousel, con 49,41 km² de superficie y 1.537 habitantes (2001). Su densidad de población es de 32 hab/km².

## Galería

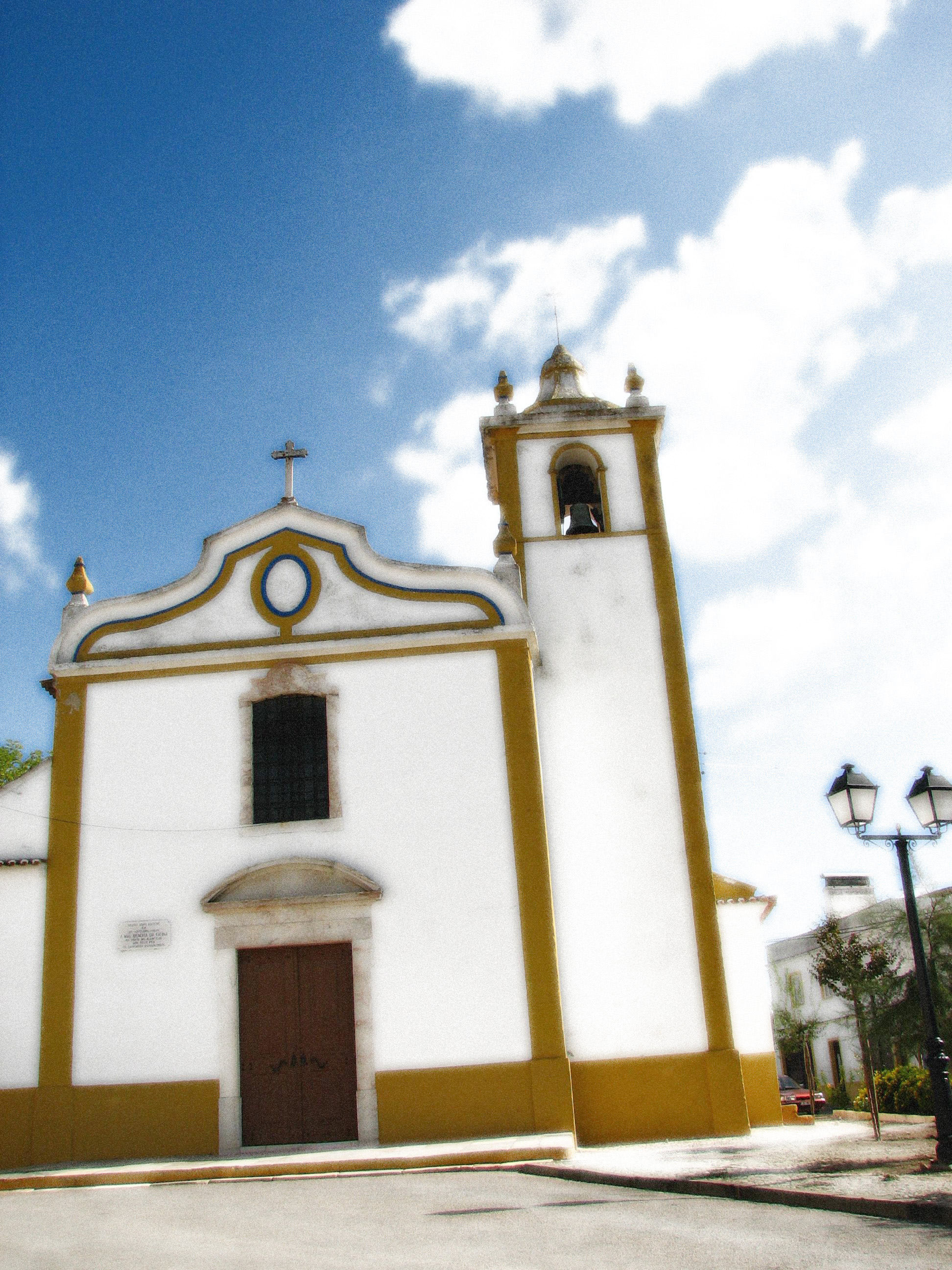
Iglesia Matriz de Cano